# Francolin de Harwood
Pternistis harwoodi
Espèce
Statut de conservation UICN

 NT  : Quasi menacé
Le Francolin de Harwood (Pternistis harwoodi) est une espèce d'oiseaux de la famille des Phasianidae.

## Distribution
Endémique à l’Ethiopie centrale, au sud du lac Tana, sur 160 km le long du Nil Bleu.

## Habitat
Le francolin de Harwood affectionne les formations denses de Typha parsemées d’arbres et poussant le long des cours d’eau au fond des vallées, mais il visite aussi les zones de cultures adjacentes, notamment de sorgho. Ces formations végétales sont utilisées pour se mettre à couvert en cas de danger et de chaleur en milieu de journée (Madge & McGowan 2002).

## Mœurs
Bien que privilégiant la végétation dense longeant les cours d’eau, ce francolin visite aussi les cultures adjacentes au petit matin. Son alimentation consiste en tubercules, dont potentiellement ceux de Dioscorea, des graines d’Echinochloa, des baies dont d’Amaranthus, des grains de sorgho, des fruits et des termites. En cas d’alerte, il s’envole pour se réfugier dans les formations de Typha. Il juche assez bas dans les arbres, ou même sur les lits de massette, d’où il trahit sa présence en émettant ses cris râpeux le matin (Urban et al. 1986).

## Voix
Le cri d’alarme peut être un kuree rauque, râpeux et répété ou bien un kureea-kuree rappelant assez celui du francolin de Clapperton (Madge & McGowan 2002).

## Nidification
Le nid et les œufs ne sont toujours pas décrits mais l’observation, fin-février, de trois jeunes âgés d’environ cinq semaines suggère une ponte vers la mi-décembre (Urban et al. 1986).

## Statut, conservation
L’espèce ne semble pas aussi rare qu'on ne l'a d'abord pensé depuis sa découverte en de nouveaux sites, à la fin des années 1990, mais son aire de distribution restreinte la rend particulièrement vulnérable à la pression de la chasse (Madge & McGowan 2002).
Elle est considérée comme « vulnérable » avec une population estimée entre 10 000 et 20 000 individus sur un territoire de 17 000 km².  Le bûcheronnage et les brûlis pour l’utilisation du bois ainsi que la mise en culture des terres sont les principales menaces auxquelles s’ajoute la chasse de subsistance et les captures pour fournir les marchés locaux. En matière de conservation, plusieurs sites ont été proposés pour être classés en réserves naturelles. D’autres mesures devront être prises à l’avenir, comme des campagnes de sensibilisation et d’éducation sur les dangers de la chasse à outrance et de la destruction de l’habitat (Hennache & Ottaviani 2011).